# Wolfgang von Closen
Wolfgang von Closen (* um 1503 in Aidenbach; † 7. August 1561 in Passau) entstammte dem niederbayerischen Adelshaus der Closen und war von 1555 bis 1561 der 59. Bischof von Passau.

## Leben
Der auf Schloss Haidenburg bei Aidenbach geborene Wolfgang von Closen war ab 1552 Domdekan, bevor er am 20. Dezember 1555 zum Bischof von Passau ernannt wurde. Bei seinem Einzug in die Stadt im Juli 1556 wurde er von jubelnden Bürgern empfangen. Die Bischofsweihe spendete ihm der Salzburger Erzbischof Michael von Kuenburg am 11. Oktober des Folgejahres.
Unter seiner Regierung wurde der Treppenturm im Innenhof des Oberhauses sowie das Weingewölbe am Residenzplatz vollendet. Außerdem setzte er einen neuen Stadtrat samt Bürgermeister ein.
Wolfgang von Closen starb am 7. August 1561; zuletzt hatte ihm eine schwere Gichterkrankung zu schaffen gemacht. Er wurde im Kreuzgang des Passauer Domes bestattet, sein Grabstein ist jedoch verschollen.